# کارینه بوغوسیان (سیاستمدار)
کارینه هامتلی بوغوسیان (ارمنی: Կարինե Համլետի Պողոսյան؛ زاده ۲۷ مهٔ ۱۹۷۳) فیزیکدان و سیاستمدار اهل ارمنستان و عضو حزب ارمنستان شکوفا که از تاریخ ۲۰۱۲ تا تاریخ ۲۰۱۷ نماینده دوره‌های پنجم تا هفتم مجلس ملی جمهوری ارمنستان را برعهده داشت.

## زندگی‌نامه
در ۲۷ مهٔ ۱۹۷۳ در مخچیان به دنیا آمد و از دانشگاه دولتی علوم پرورشی خاچاطور آبوویان ارمنستان (۱۹۹۵) فارغ‌التحصیل شد. 